# 個人タクシー事件
個人タクシー事件（こじんタクシーじけん）は日本の判例。個人タクシー訴訟とも呼ばれる。

## 経緯
1959年8月に運輸省東京陸運局が当面の需要を満たすために983両の個人タクシーの増車を決定し、道路運送法に基づいて個人タクシー事業免許の申請希望者を募ったところ、6630人が申請した。東京都在住の洋品店経営者Xは6630人の申請者の1人として個人タクシー事業の免許を申請した。東京運輸局では聴聞担当者約20人が17項目の審査基準に絡んで免許申請者に聴聞を実施したが、審査基準は公示されておらず、その存在についても主だった聴聞官以外はほとんど知らなかった。1960年7月に東京運輸局はXに対して聴聞の結果として17項目の審査基準のうち「他の商売を自営している場合、転業が困難でない事」「運転歴が7年以上であること」の2点に合わないとして申請を却下された。しかし、Xは仮に申請が認められたら洋品店を廃業してタクシー業に専念する意思を有しており、また、軍隊時代も合わせると運転歴は7年を優に超えていたが、聴聞担当者もXも基準事項の存在すら知らなかったため、Xの申請の却下事由となったこれらの点（他業関係及び運転歴）については思い至らず、何の聴聞も行われなかった。
Xは「東京運輸局は審査基準を一切公開せず、聴聞にあたって他の自営業の廃業の意思の確認や軍隊時代の運転歴については質問されず、こうした審査方法は極めて杜撰でその結果に基づいた却下処分は違法」として行政処分取消請求の訴えを起こした。これについて、東京陸運局側は「審査基準を公表するかどうかは行政処理上の問題で、手続きに違法性はない」と争った。
1963年9月18日に東京地裁は「公務員は勝手きままな審査をやったという疑いをもたれないよう配慮する責任があり、本件では聴聞担当者約20人のうち、審査基準を事前に知っていたのは7、8人で、他の担当者は直前に知らされるという状況で、申請者には知らされていなかったため、原告が弁明したり運転経歴等について証拠を出す機会がなかった。その点審査手続きに違法があり、原告の方益を侵害した。」として申請却下処分取消の判決を言い渡した。
1965年9月16日に東京高裁は「東京陸運局は審査基準を一々公表したり申請人に告知する必要はないが、その基準を適用する上で必要な事項については申請者に告知し、主張・立証の機会を与えなければならないところ、却下事由となった2項目についてそのような聴聞をしなかったことは違法である」として一審判決を支持して控訴を棄却した。東京陸運局は「道路運送法による自動車運送事業は公益特許事業であって警察許可事業ではなく、道路運送法が規定する聴聞も行政庁の裁量に属するものであり、公益判断の資料を得ることを主たる目的とした便宜・補充的な手段に過ぎず、聴聞の仕方について瑕疵が存在したとしても違法の問題は生じていない」として申請却下処分取消の破棄を求めて上告した。
1971年10月28日に最高裁は「個人タクシー免許の許否は個人の職業選択の自由に関わりを持ち、特に本件のように多数の申請者の中から少数の者を選んで免許を与えようとする時は行政庁は独断的な認定をしたと疑われるような不公正な手続きをとってはならない。道路運送法は抽象的な基準を定めているだけなので、内部的にその趣旨を具現化した審査基準を設け、これを公正かつ合理的に適用するべきで、とくに基準の内容が微妙で高度の事実認定を必要とする場合には、申請者にその主張と証拠の提出の機会を与えなければならない。」とした上で、東京運輸局がXに対して転業の意思があるかどうかや軍隊時代の運転歴などについて聴聞していたら違った結論になったかもしれないことから「手続きに違法があった」とした一、二審判決を正当として上告を棄却し、申請却下処分取消の判決が確定した。